# Fernand Louis Gottlob
Fernand-Louis Gottlob (23 de fevereiro de 1873 - 10 de novembro de 1935) foi um artista gráfico francês cujas caricaturas apareceram em muitas revistas humorísticas. Estudou com o pintor-decorador Armand Félix Marie Jobbé-Duval (1821–1889), e também foi ensinado por Laporte e G. Fuchs. Tornou-se pintor, litógrafo, caricaturista, artista comercial, ilustrador e designer gráfico para partituras. Criou retratos, ilustrações para livros e caricaturas que apareceram em revistas populares em Paris, incluindo Le Rire, Le Journal Amusement e Le Sourire. Seu trabalho começou a ser exibido nos salões oficiais em 1891.